# بژوژه (شهرستان برودنیتسا)
بژوژه (به لهستانی:  Brzozie) یک روستا در لهستان است که در گمینا بژوژه واقع شده‌است. بژوژه ۱٬۵۷۸ نفر جمعیت دارد.